# Madame Monsieur
Madame Monsieur je francouzské hudební duo skládající se ze zpěvačky Émilie Satt a producenta Jeana-Karla Lucase. S písní Mercy reprezentovali Francii na 63. ročníku soutěže Eurovision Song Contest v Lisabonu 12. května 2018. Ve finále skončili na 13. místě se 173 body, přičemž u porot na místě 8. se 114 body, v diváckém hlasování s výsledkem 59 bodů pak na 17. místě.

## Historie
Émilie Satt, vlastním jménem Émilie Sattonet, a Jean-Karl Lucas se poprvé setkali již v roce 2008, následně spolupracovali na Émiliině EP s názvem 01. V roce 2013 oficiálně založili duo Madame Monsieur a následně vydali společné EP nazvané Malibu. V roce 2015 nastal zlom vydáním skladby Smile, kterou společně napsali pro francouzského rappera Youssouphu. Také se zúčastnili hudební show Taratata na stanici France 2. Jejich debutové album s názvem Tandem potom vyšlo 4. listopadu 2016. Pro zpěváka Lisandra Cuxiho napsali píseň Danser, se kterou se stejně jako duo účastnili soutěže Destination Eurovision v lednu 2018.
Sama Émilie Satt se angažuje i v reklamním světě. Její hlas lze zaslechnout i ve spotech firem jako Chanel či Lacoste. Zpěvačka se objevila také ve filmu Každý druhý týden (a půlka prázdnin). Zpívala také pro belgickou skupinu Hooverphonic.
V roce 2015 se členové uskupení vzali.

### Eurovision Song Contest 2018
S písní Mercy byli 1. ledna 2018 oznámeni jako účastníci francouzského národního kola Destination Eurovision o 2 semifinálí a jednom finále. Z 2. semifinále postoupili 20. ledna do finále, které se konalo 27. ledna. Ve finále zvítězili v diváckém hlasování, u odborné poroty skončili na 3. místě. Po sečtení všech bodů zvítězili a mohli tak reprezentovat Francii na Eurovision Song Contest 2018 v Lisabonu. Francie, jako člen tzv. Velké pětky, automaticky postoupila do finále, které se uskutečnilo 12. května. V něm duo získalo 173 bodů a zařadilo se tak na 13. místo.

## Hudební styl
Styl hudebního dua byl magazíny The Huffington Post a Wiwibloggs, který se zabývá právě Eurovizí, přirovnán k francouzské zpěvačce Héloïse Letissier vystupující pod uměleckým jménem Christine and the Queens.

## Členové
- Émilie Satt – zpěv
- Jean-Karl Lucas – produkce, zpěv

## Diskografie

### EP
- Malibu (2013)

### Alba
- Tandem (2016)
- Vu d’ici (2018)

### Singly
- You Make Me Smile (2015)
- Égérie (2016, album Tandem)
- See Ya feat. S.Pri Noir (2016, album Tandem)
- Morts ou vifs feat. Jok'Air & Ibrahim Maalouf (2016, album Tandem)
- Partir (2016, album Tandem)
- Tournera feat. Youssoupha (2016, album Tandem)
- Mercy (2018)